# Áustria nos Jogos Olímpicos de Inverno de 1972
A Áustria mandou 40 competidores que disputaram oito modalidades nos Jogos Olímpicos de Inverno de 1972, em Sapporo, no Japão. A delegação conquistou 5 medalhas no total, sendo uma de ouro, duas de prata, e duas de bronze.